# Rei das coisas sagradas
O rei das coisas sagradas, rei dos ritos sagrados (em latim: rex sacrorum) ou rei dos sacrifícios (em latim: rex sacrificulus) era um sacerdote da Roma Antiga. As origens deste cargo remontam ao fim da monarquia: tendo desaparecido os reis, a dignidade religiosa destes (que eram entendidos como sumo sacerdotes da nação) não foi transferida para os magistrados, mas para a figura do rei dos sacrifícios. O cargo caiu em desuso durante o período das guerras civis do final da república, tendo sido reavivado pelo primeiro imperador romano, Augusto.
O rei dos sacrifícios era nomeado pelo pontífice máximo (pontifex maximus), sendo de origem patrícia. Exercia o cargo vitaliciamente, não estando autorizado a exercer cargos de natureza militar ou civil. Tinha que ser filho de pais casados pela cerimónia da conferratio e ele próprio só se poderia casar desta forma.
Teoricamente o seu estatuto era superior ao do pontífice máximo, mas inferior do ponto de vista religioso e de influência directa. O rei dos sacrifícios eram responsável por praticar os sacra publica (cerimónias religiosas feitas em nome da comunidade dos cidadãos) em determinados dias do calendário romano, estando presente nos festivais dos Agonália e Regifúgio. A sua esposa, a rainha das coisas sagradas (regina sacrorum), também realizava funções sacerdotais nas mesmas ocasiões que o esposo.
O rei dos sacrifícios vivia numa Casa Pública (domus publica) na Via Sacra, perto da casa das Vestais.